# Me, Natalie
Me, Natalie è un film del 1969 diretto da Fred Coe. Rappresenta l'esordio sul grande schermo di Al Pacino.

## Trama
Dopo numerose delusioni e sofferenze nella sua vita di adolescente, Natalie Miller entra a far parte degli attivisti politici dell'università del Greenwich Village, a New York. I suoi genitori assoldano uno studente in oculistica affinché le faccia  la corte, sperando così di riuscire a distoglierla dalla politica. Natalie scopre cosa sta succedendo e dopo aver detto alla madre che non ha bisogno di aiuto per trovare marito, il solo aiuto che le serve è quello per ritrovare sé stessa, le comunica che se ne andrà di casa per scoprire finalmente chi è, ma soprattutto per smettere di essere quello che la madre vuole. Trova lavoro come cameriera in un bar chiamato The Topless-Bottomless Club dove incontra un giovane artista: David Harris. Comincia a frequentare il suo studio, poi il suo appartamento e inevitabilmente diventano amanti. Invitata al matrimonio di una vecchia compagna di scuola, Natalie è lieta di sapere che la sua amica è felice di sposarsi, però, quando al culmine delle nozze lo sposo è completamente ubriaco, è sempre più convinta a vivere la sua libertà e torna a casa del suo amante, ma lo trova a letto con un'altra donna, la moglie. Scopre così che David è sposato. Lui non nega l'evidenza. La moglie è disposta a concedere il divorzio per permettergli di vivere con Natalie. David rifiuta l'offerta: vuole rimanere con lei. Alla fine Natalie tornerà dai suoi genitori.